# Степановка (Диканьский район)
Степановка (укр. Степанівка) — село,
Великорудковский сельский совет,
Диканьский район,
Полтавская область,
Украина.
Код КОАТУУ — 5321082006. Население по переписи 2001 года составляло 286 человек.

## Географическое положение
Село Степановка находится в 3-х км от левого берега реки Средняя Говтва.
На расстоянии до 1,5 км расположены сёла Фёдоровка, Великая Рудка, Малая Рудка, Колодези и Соколовщина.
По селу протекает пересыхающий ручей с запрудой.

## Экономика
- Молочно-товарная ферма.